# Jokoate-džima
Joko-džima je menší, 3,5 km dlouhý ostrov, nacházející se v japonském souostroví Rjúkjú. Ostrov je tvořen dvěma menšími stratovulkány - Higašimine na východní a Nišimine na západní straně. V petrologickém složení obou vulkánů převládají andezity.
Novější výzkumy prokazují, že ostrov je jen jedním z postkalderových kuželů, soustředěných kolem kaldery, nacházející se v prostoru mezi ostrovy Joko-džima, Kannone-džima a podmořským hřbetem Jokoate-šo. Jediná aktivita byla zaznamenána na konci periody Edo v roce 1835 ± 30 let.